# Championnat d'Afrique de badminton par équipes mixtes 2025
Navigation
Benoni 2023
Le championnat d'Afrique de badminton par équipes mixtes 2025 se déroule du 10 au 13 février 2025 à Douala, au Cameroun.
L'épreuve sert de qualification pour la Sudirman Cup 2025 et précède les championnats d'Afrique individuels qui se déroulent sur le même site.
La compétition est remportée pour la première fois par l'Algérie qui s'impose en finale contre Maurice sur le score de 3 à 1. L'Égypte et l'Afrique du Sud sont demi-finalistes, éliminés respectivement par l'Algérie et Maurice.

## Médaillés
| Épreuve      | Or | Argent | Bronze |
| ------------ | --- | --- | --- |
| Équipe mixte | Algérie- Mohamed Abderrahime Belarbi - Adel Hamek - Sifeddine Larbaoui - Koceila Mammeri - Youcef Sabri Medel - Mohamed Abdelaziz Ouchefoun - Halla Bouksani - Yasmina Chibah - Sirine Ibrahim - Tanina Violette Mammeri - Linda Mazri - Malak Ouchefoun | Maurice- Jean Bernard Bongout - Lucas Douce - Georges Julien Paul - Lorna Bodha - Kate Foo Kune - Chiara How Hong - Elsa How Hong | Égypte- Abdelrahman Abdelsattar - Ahmed Ali Bahnsawy - Adham Hatem Elgamal (en) - Kareem Ezzat - Mahmoud Montaser - Seif Omar - Nour Ahmed Youssri - Hadia Elgendy - Alya Elghandour - Doha Hany - Fatema Rabie - Hana Tarek Zaher |
| Équipe mixte | Algérie- Mohamed Abderrahime Belarbi - Adel Hamek - Sifeddine Larbaoui - Koceila Mammeri - Youcef Sabri Medel - Mohamed Abdelaziz Ouchefoun - Halla Bouksani - Yasmina Chibah - Sirine Ibrahim - Tanina Violette Mammeri - Linda Mazri - Malak Ouchefoun | Maurice- Jean Bernard Bongout - Lucas Douce - Georges Julien Paul - Lorna Bodha - Kate Foo Kune - Chiara How Hong - Elsa How Hong | Afrique du Sud- Caden Kakora - Daniel Steyn - Robert Summers - Miguel Vigario - Amy Ackerman - Elmé de Villiers - Michael Ohlson - Johanita Scholtz                                                                                |